# Cantal (queso)
El Cantal es un queso francés de pasta prensada cruda, en forma de cilindro, originario del Macizo Central fabricado a partir de leche de vaca, cruda o pasteurizada. Su certificación AOC data de 1956, siendo uno de los quesos franceses reconocidos con una DOP europea mediante el Reglamento CE n.º 1.107/96 como «cantal o fourme de Cantal o cantalet». Puede fabricarse en todo el departamento del Cantal y en algunas ciudades de los departamentos aledaños.

## Descripción
Los quesos tienen forma de cilindro y pesan, aproximadamente, entre 35 y 45 kg. Con un diámetro de entre 36 y 40 cm. La proporción en materia seca debe tener un mínimo de 57 g por 100 g de queso afinado.
La proporción de materia grasa debe tener un mínimo de 45 g por 100 g de materia seca.
La pasta (llamada también miga), es de color marfil. La corteza (o costra) es, en principio, de color gris-blanquecino, más adelante se vuelve más oscura y se llena de manchas rojas o anaranjadas.
La marca AOC es un sello de aluminio (gris) incrustado en la corteza.

## Historia
Su tradición tiene una antigüedad de unos 2000 años. Plinio el Viejo ya mencionaba este queso regional. Su creación se debe a unas determinadas circunstancias: la Haute-Auvergne es una región fértil pero, en invierno, es de difícil acceso. Para poder utilizar la producción de leche durante este período y para disponer de alimentos en invierno, hizo falta fabricar un queso que pudiera conservarse durante mucho tiempo. Fue entonces cuando el Cantal empezó a ser moneda de cambio con las otras regiones del Sur de Francia.
Gracias a un alumno de Pasteur, Émile Duclaux pudo llevarse a cabo esta producción. Émile poseía una granja en la región de Marmanhac, y describió, en 1893 el proceso de fabricación en el tratado Principes de laiterie.

## Fabricación
Tradicionalmente, la leche del ordeño se recogía en un recipiente de madera e inmediatamente se le añadía el coagulante para cuajarla. En las centrales la leche se pone en unas cubas a una temperatura de 32 °C.
La utilización de la madera está prohibida en las industrias agro-alimentarias ya que se considera altamente peligrosa dada su capacidad de absorción de los líquídos. Por este motivo, en la actualidad, el Cantal se fabrica en cubas de acero inoxidable que pueden ser desinfectadas después de cada fabricación, cosa que no puede hacerse con la madera, ya que los desinfectantes utilizados para su limpieza, son productos tóxicos que la madera puede absorber con facilidad.
Cuando se ha conseguido la cuajada, ésta se deposita en pequeños botes, se remueve y se escurre para extraer la leche que pueda quedar. Después se recoge en un paño para poder presionarla y trabajarla hasta obtener una pasta dúctil y bien amalgamada: el queso, que empieza su maduración.
Se vuelve a coger el queso para molerlo otra vez. Se amasa y se deja bien impregnado de sal. Una vez amasado y salado se introduce en unos moldes cubiertos con un paño y se vuelve a prensar, lentamente, la pasta. El queso adquiere en este proceso su forma definitiva.
El afinado de los quesos se lleva a cabo en una cueva fresca y húmeda durante un mes como mínimo. El Cantal produce, de forma espontánea, su propia corteza, cuyo color y aspecto van evolucionando durante su maduración.

## Variedades
La pasta conseguida entre el primer y segundo prensado se denomina:
queso de cantal
Se clasifican tres clases de madurez, a tenor del tiempo que dure el afinado de los quesos:
- cantal joven (entre 1 y 2 meses de afinado)
- cantal entre-deux o cantal doré (de 2 a 6 meses)
- cantal vieux (más de 6 meses)

Quesos más pequeños, clasificados también por la AOC cantal, tienen otras denominaciones:
- petit cantal (entre 15 y 20 kg)
- cantalet (entre 8 y 10 kg)

Hay otros dos tipos de queso que proceden también del Macizo Central, y son fabricados por el mismo procedimiento. Son unos quesos con certificación de la AOC pero que se distinguen por su elaboración mucho más restrictiva y rigurosa:
- el Laguiole
- el Salers

## Producción
17.974 t en 2003

## Gastronomía
El queso de cantal permite la elaboración de diversas recetas regionales, especialmente la truffade y el aligot, así como el "hojaldrado al cantal" y las "crepes al cantal". Cortado en cubitos, se incorpora a las ensaladas. El cantal joven es un queso dulce y muy delicado. Se corta una loncha fina, y se pone sobre una rebanada de pan de centeno untada con una fina capa de mermelada de grosella o de frambuesa. El cantal entre-deux y el cantal vieux, tienen un aroma muy pronunciado, pero no tienen que ser picantes. 
El vino de Cahors es un excelente compañero, así como el Corbières, tanto blanco como tinto. Otras posibilidades son los tintos Boudes, Chanturgue, Châteaugay o Saint-Pourçain.

## Denominación de origen
Desde 1996, es una denominación de origen protegida (PDO) ante la Unión Europea. A nivel internacional, cuenta con registro como denominación de origen, conforme al Sistema de Lisboa, ante la Organización Mundial de la Propiedad Intelectual, desde el 20 de diciembre de 1967.